# Трифон Греков
Трифон (Тръпче, Трифун) Костадинов (Динев) Греков (Гърков, Грекович, Грековски) (на сръбски: Трифун Грековић; на македонска литературна норма: Трифун Грековски (Греков)) е швейцарски и югославски лекар и общественик, деец на македонската емиграция в Швейцария през и след Първата световна война, деец на Македонската федеративна емигрантска организация, участник в комунистическата съпротива във Вардарска Македония през Втората световна война.

## Биография

### Ранни години
Тръпче Гърков е роден около 1890 година или през 1893 година в македонския град Енидже Вардар, тогава в Османската империя, днес Яница, Гърция, в семейството на видния българин екзархист Костадин Гърков, а по-големият му брат Тома Гърков е деец на Вътрешната македоно-одринска революционна организация. Завършва основното си образование в родния си град, след което се записва в българската мъжка гимназия „Св. св. Кирил и Методий“ в Солун. Разкрит е заедно с други ученици, че използва анархистка литература и е част от таен ученически кръжок и е изключен. Въпреки това продължава образованието си като задочен ученик в гимназията и през 1913 година завършва шести клас и матура с последния тринадесети випуск. Когато гръцките войски превземат Солун в Междусъюзническата война, успява да напусне Македония с фалшив паспорт и пристига в Швейцария през Италия.

### В Швейцария
През 1914 година Греков започва да следва в Медицинския факултет на Женевския университет. Активен е като деец на македонската емиграция. Заедно с други македонски студенти в Женевския университет основава Академичното дружество „Македония“ и участва в дейността му. През 1920 година завършва факултета и остава да практикува в Швейцария, където живее до към 1924 година.
Включва се в дейността на Македонската федеративна емигрантска организация. Сътрудничи на органа на федералистите вестника „Автономна Македония“, в който публикува много статии.
В Женева Греков е член на международно бюро за правата на народите и секретар на комисия за Македония. На 28 юни 1921 година се среща с Хелмер Ростинг, представител на Обществото на народите, и му предава петиция по Македонския въпрос. Застъпва се за независимост на Македония с администрация, подобна на тази на „демократична Швейцария, а под протектората на Обществото на народите“. Според него независимата македонска държава „ще сложи веднъж завинаги край на разделението между балканските държави, защото това ще спре македонския народ да бъде обект на търговски споразумения между съседите му“. Призовава се на правото на самоопределение, като подчертава, че „македонският народ има необходимите способности, за да може да се самоуправлява“ и отрича твърденията на „много заинтересовани автори“, че македонците са „една аморфна маса“ или „разединен колектив“. В петицията дава и кратка история на македонското освободително движение.
Греков се опитва да очертае бъдеща независима държава Македония. Изготвя проект-конституция на федеративна Македония, вдъхновен от устройството на Швейцария. През 1922 година, като твърди, че е необходимо да се мисли за символите на Македония, преди тя да стане държава и да се избегнат „грешките на някои освободени народи“, които са влезли в спор за избора на своето знаме, той публикува статия в „Автономна Македония“ за знамето и герба на бъдещата македонска държава, в която пише:
| „ | Знамето на Македония отдавна съществува. Неговите цветове са черно и червено, поставени паралелно надлъж. Остава по-трудното – да се избере герб. И дума не трябва да става за орли и лъвове – символи на хищничеството. Гербът трябва да изразява нашия идеал за братски задружен живот на всички национални елементи в родината ни. Мисля, че образът на подадените ръце в печата на федеративния комитет напълно отговаря на тази цел. | “ |

Греков се изказва против необходимостта от борба за защитата на малцинствата в Македония, тъй като това би означавало „приемане сегашната участ на Македония – т. е. дележа ѝ между балканските държави“ и отказване от девиза „Македония на македонците“, защото като се иска защита на малцинствата „ние признаваме, че сме малцинство в Македония“. Освен това искането на национални права на македонските българи води според него до свеждане на Македонския въпрос до Българския въпрос – схващане, което довело България до двете национални катастрофи. Сърбия и Гърция, които не признават съществувнето на българска националност в Македония, ще сметнат подобо искане „за български маневри, и ще държат България отговорна за националните конфликти в Македония. По този начин ние излагаме България на сръбско-гръцката злоба и македонският въпрос ще загуби македонския си характер.“
В края на 1922 година Греков връчва Мемоара на Македонската федеративна емигрантска организация на Секретариата на конференцията на Лигата на нациите в Лозана. Среща се първо с шефа на италианската делегация Камило Гарони Карбонара, който е бил жандармерийски офицер в Битоля. Гарони отговаря „Нищо не можем да направим за македонската кауза македонският въпрос не фигурира в дневния ред на конференцията“. Американският делегат казва, че не може да помогне, защото Америка е само наблюдателка на конференцията и няма право да повдига и да поставя въпроси за разглеждане. Английският делегат Бентинк е учуден от Мемоара: „Вие искате независима Македония?! И то от името на албанци, българи, власи и турци? Туй извънредно ме учудва, понеже до вчера тези националности не само имаха съвсем други искания, но враждуваха помежду си, биеха се с оръжие в ръка и взаимно се изтребваха.“ Обясненията на Греков, че се иска Швейцария на Балканите, не се приемат като убедителни и остават съмнения за завоалиран анексионизъм от страна на България. Леон Дьолакроа открито заявява на Греков, че подобен федеративен комитет не съществува, че това е маневра, мистификация и заблуда на европейските правителства и на общественото мнение. Дьолакроа смята, че автономизмът на организацията е привиден, че тя е за присъединяване към България, и че Македонският въпрос не е предвиден в дневния ред на Конференцията.
Към края на 1923 година и началото на 1924 година Греков е във Виена, където е част от група федералисти, които образуват легален отдел на организацията. Започва да излиза и вестника „Македонско съзнание“. През 1924 година в този вестник е публикуван очерк на Греков, озаглавен „Кратка история на Македония“, в който той вече застъпва македонистки и антиквизаторски тези.

### В Македония
През 1924 година Греков се завръща в Македония, първоначално в родния си град, който вече е в Гърция, но след известно време се установява в град Гевгели, тогава в Кралството на сърби, хървати и словенци, на границата с Гърция, където започва да работи като лекар и е единственият в града до 1936 година. В Гевгели участва с реч в демонстрации, организирани в няколко македонски града под сръбска власт в края на 1925 година и началото на 1926 година, с които се протестира срещу гръцката политика на асимилация на „сръбското население“.
По време на българското управление в Македония през Втората световна война (1941 – 1944) работи като военен лекар и в Битоля и Куманово. През август 1944 година дезертира и се присъединява към Народоосвободителната войска и партизанските отряди на Македония. Организира партизанска болница в манастира „Свети Прохор Пчински“, където на 2 август е провъзгласена македонска държава, която след войната получава статут на република в Югославия.
Във възстановената Югославия през 1945 година е изпратен да организира здравната служба в Битоля. Там остава до 1951 година, когато е преместен за лекар във Велес. През 1954 година се завръща в Гевгели, където работи като лекар до пенсионирането си през 1962 година. Умира там през 1973 година.